# Enblomstret vintergrøn
Enblomstret vintergrøn (Moneses uniflora) er en 5-15 cm høj, stedsegrøn urt, der i Danmark vokser i skygge på fugtig bund i nåleskove. Enblomstret vintergrøn er den eneste art i slægten Moneses, der tidligere henførtes til Vintergrøn-familien (Pyrolaceae), men nu henføres til Lyng-familien. Den er hjemmehørende i koldt tempereret og subarktisk/subalpint klima på den nordlige halvkugle.

## Beskrivelse
Enblomstret Vintergrøn er små planter med en roset af aflangt runde 1-3cm lange, let læderagtige, savtakkede, stedsegrønne blade. Fra midten af rosetten står en blomsterstilk med en enkelt blomst, der er 1,5-2 cm i diameter og velduftende. Blomsterstilken er 5-15 cm lang.
Planten breder sig langsomt vha. frø og underjordiske jordstængler. Den er afhængig af mykorrhiza (samliv med en svamp), for at gro.

## Udbredelse
Vintergrøn hører til på fattig, fugtig, ofte sur eller sandet jord – i Danmark, hvor den er sjælden, typisk på morbund i mosrige nåleskove.
I Danmark forekommer Enblomstret Vintergrøn f.eks i Asserbo Plantage, Nordsjælland og i Sandflugtskoven v. Hasle på Bornholm. Enblomstret Vintergrøn er almindelig i Norge, Sverige, Finland og Rusland hvor den breder sig på skygget, fugtig, mosrig bund, oftest i gamle granskove, skovmoser og skovklædte skråninger.